# Andé
Andé là một xã của tỉnh Eure, thuộc vùng Normandie, miền bắc nước Pháp.